# هاوول، نیوجرسی
هاوول (به انگلیسی: Howell Township) شهری در ایالت نیوجرسی کشور ایالات متحده آمریکا است که جمعیت آن در سرشماری سال ۲۰۱۰ میلادی، ۵۱٬۰۷۵ نفر بوده‌است.